# Age Ain't Nothing but a Number (single)
"Age Ain't Nothing but a Number" is de derde single van de Amerikaanse zangeres Aaliyah voor haar debuutstudioalbum met dezelfde naam (1994). Het is geschreven en geproduceerd door R. Kelly en gaat lyrisch over een jong meisje dat met een oudere man wil daten. De "soulvolle" ballad bevat een lyrische interpolatie van het nummer "What You Won't Do for Love" van Bobby Caldwell en opent met een gitaar-piano-interactie, waarbij Aaliyah's gesproken stem haar dagelijkse dagboeknotitie noteert. Blackground Records en Jive Records brachten "Age Ain't Nothing but a Number" uit als de derde single - en laatste single in de Verenigde Staten - van Age Ain't Nothing but a Number op 6 december 1994.
Commercieel gezien deed "Age Ain't Nothing but a Number" het slecht in de Amerikaanse Billboard Hot 100, met een piek op nummer 75 en een piek op nummer 35 in de Hot R&B/Hip-Hop Songs. Internationaal bereikte het de top 40 in het Verenigd Koninkrijk. Hoewel de critici aanvankelijk positief waren over het nummer, kreeg het al snel controverse toen er een huwelijksakte opdook waarin stond dat de 15-jarige Aaliyah met de 27-jarige R. Kelly was getrouwd; het huwelijk werd snel nietig verklaard. Het nummer wordt algemeen beschouwd als het meest controversiële onderdeel van Aaliyah's discografie en na de release verbrak Aaliyah alle persoonlijke en professionele banden met Kelly. De videoclip voor het nummer werd geregisseerd door Millicent Shelton en werd voornamelijk in zwart-wit opgenomen.